# Victoria (série de televisão)
Victoria é uma série de televisão britânica criada por Daisy Goodwin e protagonizada por Jenna Coleman. A série foi anunciada em setembro de 2015 quando Coleman decidiu deixar Doctor Who para assumir o papel da Rainha Vitória.
Victoria estreou em 28 de agosto de 2016 na ITV. A primeira temporada consiste em oito episódios e terminou em 9 de outubro de 2016. Em setembro de 2016, a ITV renovou Victoria para uma segunda temporada, seguida por um especial de Natal, ambos definidos para ir ao ar em 2017. Em janeiro de 2019, a ITV renovou Victoria para uma terceira temporada.

## Premissa
A primeira temporada retrata os primeiros anos do reinado da Rainha Vitória, interpretada por Jenna Coleman, de sua ascensão ao trono na idade de dezoito anos, a sua intensa amizade e paixão com Lorde Melbourne, seu namoro e casamento com o Príncipe Alberto (interpretado por Tom Hughes) e finalmente para o nascimento de sua primeira filha, Vitória. A segunda temporada seguirá as lutas de Vitória na gestão de seu papel como rainha com o de seus deveres para com seu marido e filhos. A terceira temporada seguirá a revolução de 1848 na França e a Grande Exposição de 1851.

## Elenco

### Principal
- Jenna Coleman como a Rainha Vitória[3]
- Tom Hughes como o Príncipe Alberto[4]
- Peter Bowles como o Duque de Wellington
- Catherine Flemming como a Duquesa de Kent[3]
- Daniela Holtz como a Baronesa Lehzen[4] (series 1–2)
- Nell Hudson como Miss Skerrett[5]
- Ferdinand Kingsley como Charles Elmé Francatelli[6]
- Tommy Knight como Archibald Brodie[7]
- Nigel Lindsay como Sir Robert Peel[4]
- Eve Myles como Mrs. Jenkins[8] (temporada 1)
- David Oakes como o Príncipe Ernesto
- Paul Rhys como Sir John Conroy[3] (temporada 1)
- Adrian Schiller como Mr. Penge[5]
- Peter Firth como Ernesto Augusto, Duque de Cumberland e Teviotdale e Rei de Hanôver[3]
- Alex Jennings como o Rei Leopoldo
- Rufus Sewell como Lord Melbourne[3] (temporadas 1–2)
- Bebe Cave como Wilhelmina Coke (temporada 2–)
- Margaret Clunie como a Duquesa de Sutherland (recorrente na temporada 1, principal na temporada 2–)
- Tilly Steele como Miss Cleary (temporada 2–)
- Leo Suter como Edward Drummond (temporada 2)
- Jordan Waller como Lord Alfred Paget (recorrente na temporada 1, principal na temporada 2–)
- Anna Wilson-Jones como Lady Portman (recorrente na temporada 1, principal na temporada 2–)
- Diana Rigg como a Duquesa de Buccleuch (temporada 2–)

#### Destacados
- Bruno Wolkowitch como o Rei Louis Filipe (temporada 2)
- Martin Compston como o Dr. Traill (temporada 2)
- Denis Lawson como George Murray, 6.º Duque of Atholl (temporada 2)

### Recorrente
- Tom Price como o Duque de Sutherland
- Robin McCallum como Lord Portman
- Richard Dixon como Lord Chancellor
- Julian Finnigan como Lord Hastings
- Guy Oliver-Watts como Sir James Hayter
- Michael Parkhouse como o mordomo de Lord Melbourne
- Alice Orr-Ewing como Lady Flora Hastings
- Nichola McAuliffe como a the Duquesa de Cumberland, a esposa alemã do Duque de Cumberland[4]
- Simon Paisley Day como Lord Chamberlain
- Basil Eidenbenz como Lohlein, valete do Príncipe Alberto
- Harry McEntire como Edward Oxford
- Andrew Scarborough como o Captão Childers
- Aoife Kennan como Abigail Owen
- Samantha Colley como Eliza Skerrett
- Robin Soans como Sir James Clark
- Bruce Mackinnon como Hannam
- James Wilby como Sir Piers Gifford
- Annabel Mullion como Lady Beatrice Gifford
- Daisy Brown como Soprano
- Daniel Donskoy como o Grão-Duque
- Nicholas Agnew como o Príncipe George
- Andrew Bicknell como o Duque de Coburgo
- Carolin Stoltz como Gretchen
- Ben Abell como Rowland Hill
- Gertrude Thoma como Hilde
- Robert MacPherson como Anson
- David Bamber como o Duque de Sussex
- Terence Beesley como Buxton
- Daisy Goodwin como a Duquesa de Inverness
- Cornell John como Jonas Barrett
- Clare Wille como Lady Peel
- Peter Ivatts como o arcebispo de Canterbury, William Howley.
- Peter Forbes como Craddock
- Alexander Owen como o Dr. Brydon
- Phil Rowson como John Bright, MP

## Episódios

### Resumo
| Temporada | Temporada | Episódios | Episódios | Originalmente exibido | Originalmente exibido |
| Temporada | Temporada | Episódios | Episódios | Estreia da temporada  | Final da temporada    |
| --------- | --------- | --------- | --------- | --------------------- | --------------------- |
|           | 1         | 8         | 8         | 28 de agosto de 2016  | 9 de outubro de 2016  |
|           | 2         | 9         | 9         | 27 de agosto de 2017  | 15 de outubro de 2017 |

### 1.ª temporada (2016)
| Número | Episódio | Título                                       | Dirigido por      | Escrito por   | Exibição original      | Espectadores no Reino Unido (em milhões) |
| --- | -------- | -------------------------------------------- | ----------------- | ------------- | ---------------------- | ---------------------------------------- |
| 1 | 1        | "Doll 123" "Boneca 123"                      | Tom Vaughan       | Daisy Goodwin | 28 de agosto de 2016   | 8.00                                     |
| Victoria ascende ao trono após a morte de seu tio, o rei William. Ela afirma sua independência ao defender sua mãe e Sir John Conroy, que a criaram sob o rígido Sistema Kensington. Victoria cria um escândalo envolvendo a dama de companhia da mãe, Lady Flora Hastings, espalhando o boato de que Lady Flora está grávida do filho de Sir John. Lady Flora é forçada a se submeter a um exame médico, o que a revela não só ser virgem, mas sofre de um tumor grande e fatal no abdômen. O público está indignado quando descobrem a humilhação que Lady Flora sofreu nas mãos de Vitória. Vitória se desespera sobre o que ela fez e sente seu reinado está manchado, mas é incentivada pelo primeiro-ministro, Lorde Melbourne, se levanta e enfrentar o povo. |          |                                              |                   |               |                        |                                          |
| 2 | 2        | "Ladies in Waiting" "Damas de Companhia"     | Tom Vaughan       | Daisy Goodwin | 29 de agosto de 2016   | 7.37                                     |
| O primeiro-ministro liberal Lord Melbourne anuncia que ele deve renunciar, dizendo que ele não tem o mandato exigido no parlamento. Vitória pergunta ao Duque de Wellington para formar um novo governo, mas ele se recusa, dizendo que ele é muito velho para ser primeiro ministro novamente. Ele indica o líder conservador, Sir Robert Peel, que ela faz com relutância. No entanto, Peel concorda apenas com a condição de que ela demita algumas das Damas de Bedchamber, porque quatro são casadas com ministros liberais e substituir pelas esposas de conservadores. A rainha se recusa, considerando que as damas são suas amigas íntimas e não peões políticos. Isso leva à crise de Bedchamber. Melbourne insiste que ele não pode prejudicar a constituição britânica ao governar apenas pelo capricho do monarca, mas ele finalmente cede e permanece como primeiro-ministro. Enquanto isso, a mãe de Vitória, Sir John e seu tio, o duque de Cumberland, planejavam instalar uma regência para limitar o poder de Vitória, fazendo as pessoas acreditarem que herdara a loucura de seu avô, o rei George III. |          |                                              |                   |               |                        |                                          |
| 3 | 3        | "Brocket Hall"                               | Tom Vaughan       | Daisy Goodwin | 4 de setembro de 2016  | 7.75                                     |
| Sir John e a mãe de Victoria querem que ela se case, acreditando que ela é muito independente e precisa de um homem para controlá-la. O tio de Victoria, o rei Leopold da Bélgica chega para pressioná-la a se casar com seu sobrinho e primo da rainha, o príncipe Alberto de Saxe-Coburgo e Gotha. Victoria não tem interesse em Alberto. Leopold tenta conquistar Lord Melbourne para apoiar o regime; Melbourne acredita que não há pressa para empurrá-la para um casamento se for com a pessoa errada. Victoria, acreditando que ela está apaixonada por Melbourne, o persegue, mas ele a rejeita. Cansado de Sir John, Victoria oferece-lhe um título de baronete e uma pensão para ele sair da corte, devastando sua mãe. Após a revolta de Newport, Victoria tem pena sobre os líderes e comuta suas sentenças de morte para o exílio na Austrália. |          |                                              |                   |               |                        |                                          |
| 4 | 4        | "The Clockwork Prince" "O Príncipe Mecânico" | Sandra Goldbacher | Daisy Goodwin | 11 de setembro de 2016 | 7.62                                     |
| Alberto chega para uma visita em que tanto ele como Victoria estão distantes uns dos outros no começo, ressentido que eles estão sendo pressionados a ficar juntos. Alguns na corte sentem Alberto, como filho mais novo e príncipe de um ducado menor, está abaixo dela. Enquanto passam o tempo juntos, uma atração cresce lentamente. Alberto, no entanto, desafia Victoria sobre a influência de Lorde Melbourne abordando a realidade, tais como a pobreza das massas. Após um argumento, Alberto se prepara para sair, acreditando que ele perdeu seu favor, enquanto a própria Victoria concordou a se casarr coo Alberto, mas hesita em propor pois não tem certeza se ele vai aceitar. Depois de confiar suas preocupações a Leopold e receber algum incentivo, Victoria propõe e Albert aceita ansiosamente. |          |                                              |                   |               |                        |                                          |
| 5 | 5        | "An Ordinary Woman" "Uma Mulher Comum"       | Sandra Goldbacher | Daisy Goodwin | 18 de setembro de 2016 | 7.65                                     |
| Quando Victoria anuncia seu noivado, o parlamento conservador reage com a hostilidade da ideia de um príncepe alemão, especialmente aquele que receberia um título britânico e um amplo subsídio anual. Além disso, o duque de Wellington diz que não podem ter certeza de que Alberto não é católico, o que impedirá Victoria de se casar com ele sem abdicar de sua coroa. Embora incapaz de dar-lhe um título real, como Duque ou Rei, Victoria faz de Alberto um Cavaleiro da Jarreteira e lhe dá um pequeno subsídio. Alberto está ofendido, sentindo que ele não terá posição ou independência, enquanto Victoria se preocupa de usar o subsídio para manter uma amante, como fez seu tio Leopoldo. Eles se tranquilizam e, em 10 de fevereiro de 1840, eles se casam. |          |                                              |                   |               |                        |                                          |
| 6 | 6        | "The Queen's Husband" "O Marido da Rainha"   | Olly Blackburn    | Daisy Goodwin | 25 de setembro de 2016 | 7.65                                     |
| Victoria e Alberto estão felizes casados. No entanto, Victoria teme que ela morra no parto, como sua prima, a princesa Charlotte, cuja morte levou a Victoria a herdar a coroa. A empregada da senhora dá-lhe conselhos (inúteis) para evitar a gravidez. Victoria dá um favor com seu tio, o duque de Sussex, que é incapaz de apresentar sua esposa no tribunal, porque seu casamento morganático violou a Lei de Matrimônios Reais de 1772. Embora sua esposa fosse filha de um conde, ela não era de nascimento real. Victoria usa seu critério para torná-la a Duquesa de Inverness e recebe-a no tribunal. Um grupo abolicionista pede a Victoria que abra sua reunião de Londres, realizada em junho de 1840. Ela diz que apoiará publicamente a causa, mas não consegue abri-la por causa de sua posição. Príncipe Alberto, em vez disso, se oferece para dar um discurso contra a escravidão, um assunto que ele sente fortemente. Seu discurso é considerado um grande sucesso para ele. |          |                                              |                   |               |                        |                                          |
| 7 | 7        | "The Engine of Change" "O Motor da Mudança"  | Olly Blackburn    | Guy Andrews   | 2 de outubro de 2016   | 7.31                                     |
| Victoria, grávida de seu primeiro filho, tem medo desesperado de morrer no parto. Sua mãe insiste que ela se abstenha de assuntos de estado e descanse em tempo integral. Os ministros pedem a Victoria para escolher um regente no caso de morrer no parto, mas o bebê sobrevive. Ela insiste em Alberto como regente, o que encoraja os conservadores. No entanto, Sir Robert Peel acredita que Alberto pode ser influenciado e o apoia como regente. Alberto se interessa pela construção da ferrovia para melhorar a Grã-Bretanha, um projeto que Victoria o desencoraja de prosseguir. Sir Robert leva Alberto para montar em sua locomotiva, o que a enfurece. Alberto, no entanto, insiste que ele tem alguma influência em seu novo país, enquanto ela se preocupa de que fazer isso poderia minar sua própria autoridade como rainha. No entanto, Victoria bravamente se aventura a dar uma volta na locomotiva, o que ela considera emocionante. |          |                                              |                   |               |                        |                                          |
| 8 | 8        | "Young England" "Jovem Inglaterra"           | Olly Blackburn    | Daisy Goodwin | 9 de outubro de 2016   | 7.74                                     |
| Victoria grávida insiste em ir para passeios de transporte diários para cumprimentar seus assuntos. O tio de Victoria, o Duque de Cumberland, agora o Rei de Hanover, retorna à Inglaterra e diz com raiva que o povo britânico não aceitará um alemão como regente em caso de morte no parto. Ele ameaça com insinuações. Em 10 de junho de 1840, Edward Oxford tenta assassinar Victoria durante um passeio de carruagem, mas falha. Cumberland, que é o primeiro a entrar no trono se Victoria morrer, é culpado, mas nega qualquer envolvimento. Oxford acaba por ser inepto de qualquer maneira, pois suas armas não estavam carregadas na época. Ele é declarado não culpado por insanidade e enviado a um asilo lunático. Em 21 de novembro de 1840, Vitória dá à luz uma menina saudável, também conhecida como Vitória, sem complicações. |          |                                              |                   |               |                        |                                          |

### 2.ª temporada (2017)
| 9 | 1 | "A Soldier's Daughter" "Filha de Soldado"          | Lisa James Larsson | Daisy Goodwin   | 27 de agosto de 2017   | 6.17 |
| Um mês após o nascimento de sua filha, Victoria descobre que o governo não confiou nela com seus negócios e fica irritado com Alberto por ajudá-los. Tendo mantido em seus aposentos para se recuperar do parto, Victoria descobre que as tropas britânicas foram mortas na Guerra Anglo-Afegã e ela recusa a decisão de Leopoldo de organizar um esconderijo da princesa para o poder de outro país para fins políticos . Com o público irritado com a derrota de suas tropas, Victoria faz sua primeira aparição pública no lançamento do HMS Trafalgar depois de ter dado à luz, enquanto Albert dirige seu irmão, Ernesto, para obter conselhos sobre como consertar a fenda entre ele e Victoria. A senhorita Skerrett é promovida após a partida da Sra. Jenkins, enquanto Francatelli, o chefe da rainha anterior, retorna depois de ter sido persuadido e a Duquesa de Buccleuch é nomeada como a nova Sra. das Robes da Rainha na sequência da demissão da Duquesa de Sutherland. |   |                                                    |                    |                 |                        |      |
| 10 | 2 | "The Green-Eyed Monster" "Ciúme"                   | Lisa James Larsson | Daisy Goodwin   | 3 de setembro de 2017  | 6.62 |
| Albert resiste às demandas do pai dele em relação às finanças de Albert e, como resultado, Albert visita a Royal Society para se encontrar com os pioneiros da indústria de computação, Charles Babbage e Ada Lovelace. Ele convida os dois para uma função de palácio. Victoria fica com ciúmes da admiração de Albert sobre Lovelace, a filha de Lord Byron, um homem conhecido por seus muitos assuntos. Victoria se pergunta se Albert pretende fazer dela sua amante. Ela busca a garantia de Lord Melbourne de que a relação entre os dois existe por razões de ciência e interesses compartilhados; ele a consola com sucesso. Victoria encontra-se grávida de novo, causando angústia inicial devido ao curto lapso de tempo desde o primeiro nascimento, mas eventualmente dá a ela e Albert um motivo para reconciliar. Nas cozinhas, um jovem ladrão entra no castelo, convencendo a senhorita Cleary, a cômoda assistente da rainha, de que o castelo é assombrado e um fantasma percorre os corredores. |   |                                                    |                    |                 |                        |      |
| 11 | 3 | "Warp and Weft" "Teia e Trama"                     | Geoffrey Sax       | Daisy Goodwin   | 10 de setembro de 2017 | 6.56 |
| Depois que a presença do ladrão se torna conhecimento para a rainha e seu marido, Albert fica apreensivo com a presença do menino e a ineficiência da equipe doméstica. Os salários da equipe aumentam, como resultado, para torná-los mais dispostos a prestar atenção. Victoria realiza uma reunião com um tecelão de seda de Spitalfields, que lhe explica o dano aos tecelões locais quando a seda vem de países estrangeiros. Como resultado, Victoria declara sua intenção de segurar uma bola, para a qual os figurinos são feitos somente pela produção das tecelãs Spitalfields. Sir Robert Peel aconselha contra a bola, mas prossegue, provando Peel logo que os aldeões protestam fora do palácio, queixando-se da extravagância dispendiosa e desnecessária da bola enquanto eles morrem de fome e ficaram mortos. Lord Melbourne também acompanha a bola, ficou doente, mas ele tenta esconder isso de Victoria. Ele revela a Albert a extensão de sua condição, e Victoria visita Melbourne por um adeus emocional. Ela volta ao palácio, descobre seu cão amado, Dash, morreu em sua sala de estar; ela o atravessou no palácio.                               |   |                                                    |                    |                 |                        |      |
| 12 | 4 | "The Sins of the Father" "Os Pecados do Pai"       | Geoffrey Sax       | Ottilie Wilford | 17 setembro 2017       | 6.77 |
| O nascimento do filho de Victoria é doloroso e ela sofre de depressão pós-parto. Albert, ao receber notícias da morte súbita de seu pai, visita a Alemanha para o funeral e aprende que Leopold acredita que ele pode ser o pai biológico de Albert. A mãe de Albert encontrou conforto com Leopold enquanto o marido a ignorava e perseguia outras mulheres. Albert, questionando suas crenças e seu senso de identidade, bebe excessivamente naquela noite, e depois parte para a Inglaterra no dia seguinte, sem uma despedida. Victoria, encorajada pela duquesa de Buccleuch, continua a fazer aparições publicas, embora sua depressão torne uma tarefa extenuante para ela. A senhorita Skerrett revela à Rainha que é sua prima, Eliza, que vendeu aos jornais a história do ladrão do palácio e que a posição pretendida de Eliza como cômoda caiu para Skerrett para assumir sua identidade quando Eliza fica grávida. Victoria prepara-se para remover Skerrett do palácio, mas Albert persuade ela a permitir que a mulher permaneça. |   |                                                    |                    |                 |                        |      |
| 13 | 5 | "Entente Cordiale" "Acordo Cordial"                | Jim Loach          | Daisy Goodwin   | 24 de setembro de 2017 | 6.13 |
| Robert Peel apela a Victoria sobre seus pensamentos sobre o rei da França, Luís Filipe I, e os planos para o filho do rei, o duque de Montpensier, se casar com a infanta espanhola, Isabel. Peel teme que uma aliança entre a França e a Espanha possa ser contra os melhores interesses da Grã-Bretanha, e assim Victoria viaja para a França para discutir o assunto e persuadir a Luís Filipe para considerar outro noivado. Victoria encontra-se irritada com a constante recusa do rei em discutir o assunto, e irritada por Albert eatar tendo um comportamento insuficiente e distante. Albert revela seu medo de que ele possa ser ilegítimo, mas Victoria assegura-lhe que quem não é seu pai. Eles falam com Luís Filipe sobre os noivos e estão convencidos de que ele está contra a partida. Ao retornar à Inglaterra, Victoria descobre que Luís prosseguiu com o noivado. Sua frustração é levantada, no entanto, quando se descobre que Victoria está grávida de novo. |   |                                                    |                    |                 |                        |      |
| 14 | 6 | "Faith, Hope & Charity" "Fé, Esperança e Caridade" | Jim Loach          | Daisy Goodwin   | 1 de outubro de 2017   | 6.05 |
| Victoria deu à luz uma filha, Alice, e Ernesto retorna à Inglaterra para o batismo. Uma grave fome é causada por uma queimadura de batata, afetando o país católico da Irlanda. O vigário Robert Traill recebe uma resposta apática do clero protestante, escreve a Victoria para assistência e ela organiza uma reunião com ele. Peel se recusa a ajudar ao lado dela, alegando que mostrar qualquer forma de favoritismo, especialmente para os irlandeses, causaria inquietação e ressentimento em casa e no governo. Albert trabalha em melhorar o palácio e da cidade de Londres higiene e saneamento com a Royal Society. Ernesto vê secretamente um médico para sua sífilis. Depois de se encontrar com Victoria, Traill fica doente de tifo e a ajuda não é enviada a tempo de ajudá-lo e ele morre, juntamente com um milhão de seus compatriotas. Francatelli, depois de falar com Cleary sobre sua família, dá-lhe, peão, seu relógio de ouro para ajudar sua família no momento da necessidade; Cleary fica mais angustiado quando descobre que seus parentes imigraram para os Estados Unidos para escapar da fome.                                               |   |                                                    |                    |                 |                        |      |
| 15 | 7 | "The King Over the Water" "O Rei Sobre a Água"     | Daniel O'Hara      | Ottilie Wilford | 8 de outubro de 2017   | 6.47 |
| Depois de uma tentativa feita para assassinar Victoria, ela e Albert decidem viajar para as Terras Altas da Escócia, visitando e ficando com o Duque de Atholl. Enquanto estão em viagem com a sua comitiva, eles se cansam do entretenimento fornecido e fazem uma fuga para o campo para passar o tempo sozinho. Eles se perdem e buscam refúgio com um casal de idosos em sua pequena casa. Victoria e Albert encontram-se em paz com essa liberdade, mas eventualmente são encontrados na manhã seguinte. Drummond, que está programado para entrar em um casamento para fins políticos, goza do seu tempo com Lorde Alfred Paget, e eles se beijam apaixonadamente. Ernest recebe notícias de que o marido da duquesa de Sutherland faleceu, fazendo-a uma viúva, e suas tentativas de flertar com ela vieram ser bem-sucedidas. |   |                                                    |                    |                 |                        |      |
| 16 | 8 | "The Luxury of Conscience" "O Luxo da Consciência" | Daniel O’Hara      | Daisy Goodwin   | 15 de outubro de 2017  | 6.40 |
| Peel leva ao parlamento as ideias de revogar as Corn Laws e fazer o comércio internacional livre de tarifas, onde ele enfrenta oposição por suas ideias. No entanto, a sua causa é apoiada por Albert que participa de uma sessão do parlamento; Sua presença e Peel são ridicularizados tanto pelos Tories quanto pelos Whigs. Uma situação romântica começa a se formar entre Francatelli e Nancy Skerret. Quando Leopoldo chega inesperadamente, Albert está inesgotável, e há tensão no palácio. Victoria mais tarde se debate com Albert quando expressa seus medos de que a Baronesa Lehzen está cuidando indevidamente de seus filhos. Quando sua filha fica doente, ela é diagnosticada com uma febre grave que poderia matá-la, e Victoria cede e rejeita Lehzen. A conta de Peel é aprovada, e um homem dispara contra ele quando ele sai da Câmara dos Comuns; Drummond é morto a tiros quando ele pula no caminho para proteger Peel. Devastada pela perda de Drummond, Peel renuncia como primeiro-ministro. A sífilis de Ernesto apresenta indicações para que ele se separe da duquesa. Leopold faz tentativas para melhorar sua relação com Victoria e Albert. |   |                                                    |                    |                 |                        |      |
| Especial de Natal |   |                                                    |                    |                 |                        |      |
| 17 | 9 | "Comfort and Joy" "Conforto e Alegria"             | Jim Loach          | Daisy Goodwin   | 25 de dezembro de 2017 | 5.44 |
| Durante o Natal de 1846, Albert apresenta o tribunal às Árvores de Natal e começa a decorar os salões para a temporada festiva. Ele convida a mãe de Victoria para o Natal, sem a aprovação de Victoria. A menina africana, Sara, é dada de presente de Guezô, arroçu (rei) de Daomé. Victoria tenta fazer o melhor para Sara se sentir bem-vinda e menos estranha no palácio, apesar do conselho de Albert. O rei Leopoldo continua suas tentativas de se casar com Ernesto com uma princesa da Alemanha, que é originária de uma família rica, mas continua seu caso com a duquesa Harriet, enquanto ele é forçado a manter o segredo de sua doença da duquesa. Paget, ainda de luto por Drummond após sua morte, acabou por se casar com Wilhelmina, a sobrinha da duquesa de Buccleuth. A esperança financeira de Penge em um esquema ferroviário que liga Leeds a Thirsk não dá nada. Nancy entra em uma herança estranha de seu tio, que ela mais tarde declina e se compromete com Francatelli. |   |                                                    |                    |                 |                        |      |

## Música
A música tema é de Martin Phipps, cantada pelo grupo Mediæval Bæbes. Phipps também escreveu e fez a música incidental para os primeiros episódios. Para episódios posteriores, o papel do condutor foi executado por Ruth Barrett. A trilha sonora oficial da primeira temporada foi lançada em 12 de janeiro de 2017.
| N.º            | Título                 | Apresentação                   | Duração |  |
| 1.             | "Victoria – The Suite" | Benji Merrison, Mediæval Bæbes | 3:27    |  |
| 2.             | "The King is Dead"     |                                | 2:49    |  |
| 3.             | "Coronation"           | Mediæval Babes                 | 3:15    |  |
| 4.             | "Lord M"               |                                | 2:44    |  |
| 5.             | "Locomotives"          |                                | 1:52    |  |
| 6.             | "Mirrors"              |                                | 1:32    |  |
| 7.             | "The Wedding"          | Mediæval Babes                 | 3:43    |  |
| 8.             | "The Royal Birth"      |                                | 2:14    |  |
| 9.             | "Privy Council"        |                                | 2:50    |  |
| 10.            | "A Royal Affair"       |                                | 2:05    |  |
| 11.            | "Victoria Titles"      | Mediæval Babes                 | 1:35    |  |
| Duração total: | Duração total:         | Duração total:                 | 28:03   |  |

## Produção

### Desenvolvimento
De acordo com um discurso de outubro de 2016 de Daisy Goodwin, um episódio especial de Natal para a temporada 2016 foi proposto, mas foi rejeitado pela ITV, que posteriormente encomendou um para 2017 após a popularidade nas classificações para Victoria.
Em setembro de 2016, a ITV renovou Victoria para uma segunda temporada, seguida de um especial de Natal. Além da renovação, a administração da ITV espera que Victoria funcione para um total de seis temporadas, embora ainda não esteja claro se Jenna Coleman permanecerá como atriz principal quando a série se mudar para retratar os últimos anos de Vitória.

### Filmagens
Na maioria das vezes, a série foi gravada em Yorkshire. Os interiores do Castle Howard dublaram o Palácio de Kensington, Harewood House dublou o Palácio de Buckingham, junto com Bramham Park e Wentworth Woodhouse, também sendo usados para ambas as residências reais. Carlton Towers foi usado como o Castelo de Windsor, enquanto Beverley Minster substitui a Abadia de Westminster. Outros locais incluem Wentworth Woodhouse, Castelo de Allerton, Newby Hall e o píer de Whitby. A Igreja Fenton Studios, um hangar de aviões convertido perto de Selby, foi usada para recriar alguns dos interiores do Palácio de Buckingham.

## Transmissão
A série estreou em 28 de agosto de 2016 na ITV no Reino Unido e fez sua streia em 15 de janeiro de 2017 na PBS nos Estados Unidos como parte do Masterprice. A série estreou em 4 de abril de 2017 no Canadá pela VisionTV.
A segunda temporada de oito episódios estreou na ITV em 27 de agosto de 2017 no Reino Unido e em 14 de janeiro de 2018 na PBS nos Estados Unidos.

## Recepção
A primeira série foi revisada positivamente pelos críticos. No Rotten Tomatoes, a primeira temporada tem uma classificação de 81%, com base em 37 críticas, com uma classificação média de 6,83/10. O consenso do site diz: "os fortes desempenhos de Jenna Coleman e Rufus Sewell sugerem um clima de época potencial para Victoria, mas a narrativa fica apenas timida com essa marca novelesca." No Metacritic, a primeira temporada um tem uma pontuação de 67 de 100 pontos, com base em 22 críticas, indicando "críticas geralmente favoráveis".

### Prêmios e indicações
| Ano  | Prêmio                                       | Categoria                                        | Nomeado(a)                                               | Resultado | Ref.   |
| ---- | -------------------------------------------- | ------------------------------------------------ | -------------------------------------------------------- | --------- | ------ |
| 2017 | British Academy Television Craft Awards 2017 | Melhor Maquiagem e Design de Cabelo              | Nic Collins                                              | Indicado  | [ 42 ] |
| 2017 | Primetime Creative Arts Emmy Awards 2017     | Composição de música excepcional para uma série. | Martin Phipps, Ruth Barrett, Natalie Holt por "Doll 123" | Indicado  | [ 43 ] |
| 2017 | Primetime Creative Arts Emmy Awards 2017     | Melhor tema de abertura                          | Martin Phipps                                            | Indicado  | [ 43 ] |